# گورستان چهار بازار
قبرستان چهار بازار مربوط به دوره قاجار است و در شهرستان ممسنی، بخش مرکزی، دهستان بکش، ۱/۵ کیلومتری شمال شرق روستای دیمه میل واقع شده و این اثر در تاریخ ۳۰ بهمن ۱۳۸۶ با شمارهٔ ثبت ۲۰۸۵۶ به‌عنوان یکی از آثار ملی ایران به ثبت رسیده است.